# Fiat Trattori
La Fiat Trattori, divenuta in seguito FiatAgri, fu una divisione e poi una società del gruppo Fiat specializzata nella costruzione di macchinari agricoli, in particolare trattori. Fiat iniziò la produzione in serie di trattori nel 1919, ma solo nel 1966 creò la divisione Fiat Trattori. Nel 1974 questa fu scorporata dando origine alla Fiat Trattori S.p.A. che rimaneva comunque interamente controllata dal gruppo Fiat. Nel 1984 la società cambiò nome in FiatAgri S.p.A. Nel 1988 il gruppo Fiat ristrutturò la propria organizzazione attuando la fusione di FiatAgri e Fiat-Allis (quest'ultima specializzata nelle macchine movimento terra) nella nuova società FiatGeotech S.p.A. Nel 1991 Fiat acquisì la Ford New Holland Inc. fondendola con FiatGeotech nella nuova N.H. Geotech con sede ad Amsterdam, poi ribattezzata New Holland N.V. due anni più tardi. Nel 1999 New Holland acquisì Case Corporation dando vita a CNH e terminando l'impiego del marchio Fiat sui mezzi agricoli.

## Storia

### Origini

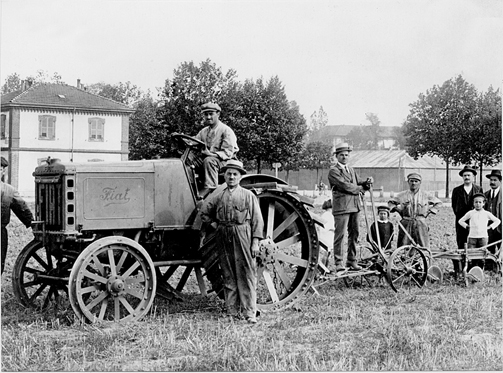
Presentazione della trattrice FIAT 702, nel 1920, con dimostrazione di aratura nella Piazza d'Armi di Torino, oggi quartiere Crocetta

La storia di Fiat Trattori inizia nel 1918 quando lancia il primo trattore, il Fiat 702 con 30 CV. Al modello 702 fanno seguito le varianti 702A, B e BN e i successivi 703B e 703BN. Con queste varianti, prodotte fino al 1925, Fiat Trattori raggiunge il traguardo delle 2 000 unità prodotte.
Nel 1929 la fabbrica vendeva trattori a un ritmo annuale di oltre 1 000 unità.
Nel 1932 viene lanciato il primo trattore a cingoli europeo, il Fiat 700 C. Nello stesso anno, la produzione dei trattori viene spostata da Torino a Modena, dove viene fondata l'OCI (Officine Costruzioni Industriali). Il primo trattore prodotto nel nuovo stabilimento è il 708 (o Tipo 20) da 20 CV anziché da 30 CV, molto più leggero della versione precedente. Questo trattore rimane in produzione fino al 1950 e viene prodotto in 4 000 unità.
Nello stabilimento di Modena, Fiat produce il trattore cingolato con il modello Fiat 700 C, caratterizzato dalla grande capacità di trazione grazie ai cingoli che, inoltre, migliorano la stabilità trasversale nei pendii e diminuiscono il compattamento del terreno, specie se bagnato.
Nel 1933 Fiat rileva le OM (acronimo di Società Anonima Officine Meccaniche) che producono sia automezzi industriali sia trattori.
Nel 1939 nello stabilimento di Modena viene prodotto il primo trattore in serie, il Fiat 40 Boghetto; grazie all'invenzione di Fortunato Boghetto, il motore di questo trattore può funzionare con diversi carburanti (petrolio, gasolio, alcol, benzina, metano e gasogeno).
Nel 1944, lo stabilimento di Modena è impossibilitato a produrre a causa della mancanza di materie prime e dell'occupazione nazista e viene dunque riconvertito alla riparazione e revisione dei veicoli militari. In questa situazione, l'ingegner Edmondo Tascheri, capo dell'ufficio tecnico, comincia a progettare un nuovo trattore cingolato più moderno della ormai superata Serie 40 Boghetto, grazie anche ad alcune foto di una trattrice russa che alcuni operai avevano portato dal fronte sovietico. Coadiuvato dalla connivenza dei collaboratori, l'ufficio tecnico cominciò la costruzione di un prototipo di nascosto ai controllori tedeschi. Il trattore Fiat 50 cingolato venne infatti prodotto dopo la seconda guerra mondiale, a partire dal 1946, grazie anche al recupero delle macchine utensili che i nazisti avevano tentato di spedire in Germania senza successo perché fermati dai bombardamenti degli alleati.

### Secondo dopoguerra

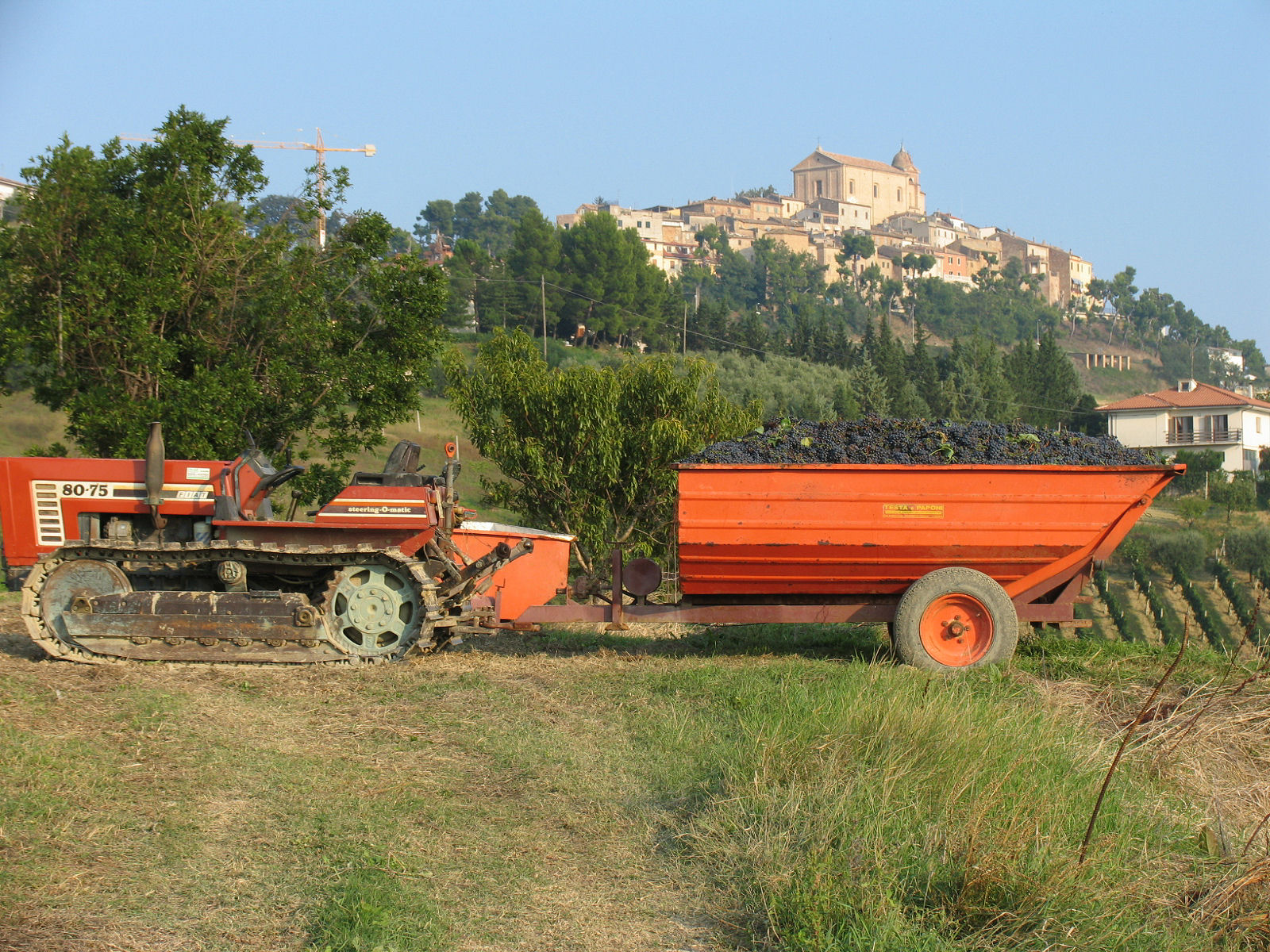
Trattore FiatAgri 80-75 cingolato

Nel secondo dopoguerra (1949) nello stabilimento OCI di Modena comincia la produzione del Fiat 600 e del Fiat 601 cingolato, caratterizzati dall'uso delle leve al posto del volante. Con questi trattori le vendite decollano, con un ritmo di produzione di 1 832 mezzi all'anno.
Agli inizi degli anni '50 la Fiat stringe legami commerciali con la francese SIMCA, che dapprima fabbricava auto Fiat e in seguito i trattori su progetti Fiat.

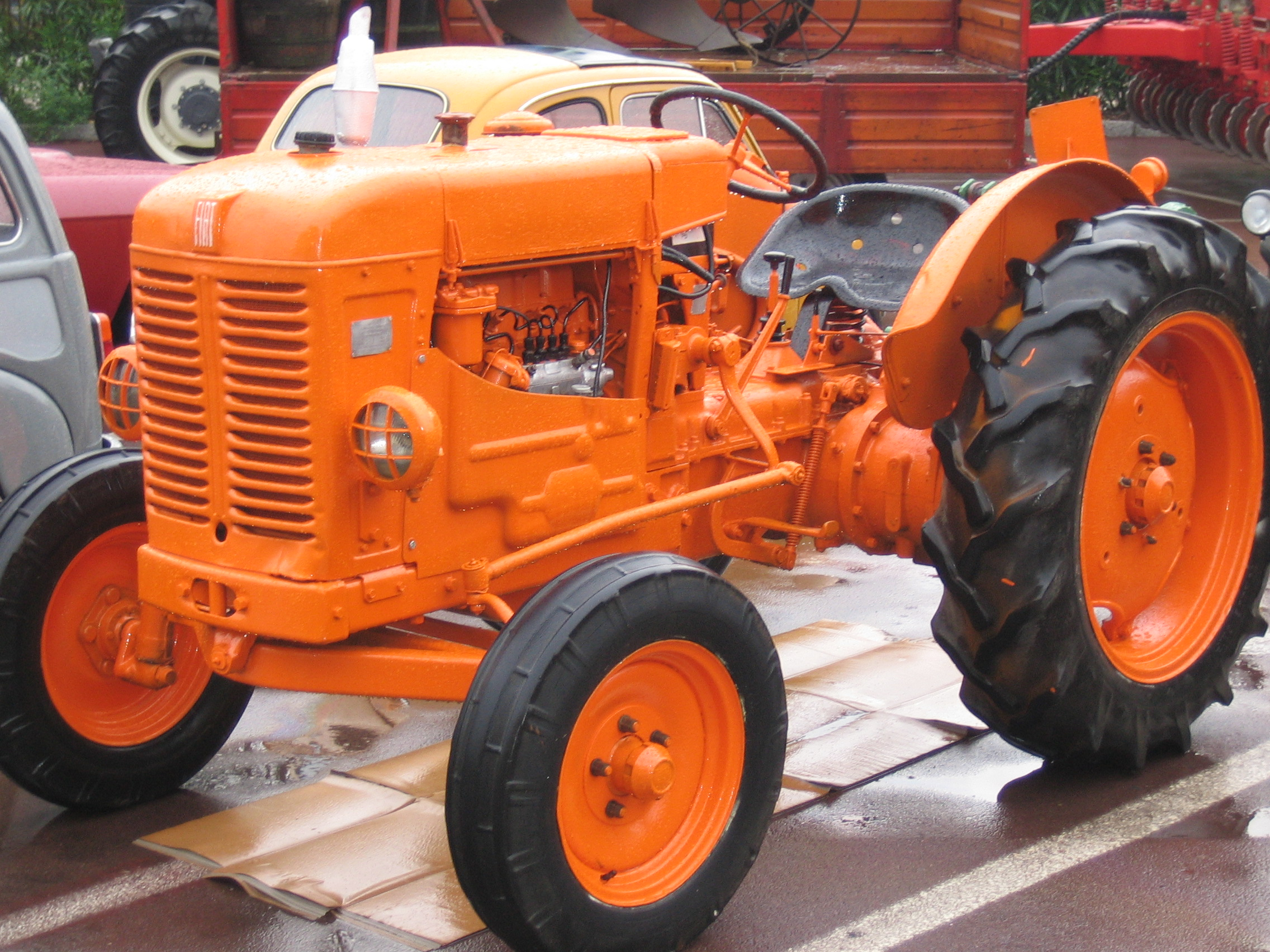
Trattore Fiat 25R

Nel 1951, viene lanciato il Fiat 25R, una delle pietre miliari della produzione Fiat. Questo trattore innovativo, di colore arancione (il primo di una lunga serie di trattori fino al 1983) lancia la Fiat nel settore agricolo europeo. Prodotto in numerosi modelli con alimentazione a gasolio, ruotato o cingolato, stretto e industriale, da frutteto e forestale, fu prodotto in quasi 45 000 esemplari.
L'anno seguente vengono presentati i trattori OM, i trattori ad alte potenze. Il più venduto è il modello OM 35-40, prodotto anche in versione cingolata, con motore a 4 cilindri da 3770 cc ad iniezione diretta.
Tra la fine degli anni 40 e primi anni '50 vengono lanciati i modelli Fiat 50 c e 52c (il secondo con cambio a 5 marce avanti + 1 retromarcia rispetto al primo a 4 marce avanti +1 retromarcia) caratterizzati dall'utilizzo del volante al posto delle due leve. Questi trattori equipaggiati con il motore dell'autocarro OM Taurus da 5320 cc a 4 valvole per cilindro sono ormai rari; furono esportati anche come risarcimento per danni di guerra e costituirono la base meccanica per i successivi Fiat 55c, 60c e 70c.
Nel 1951 venne lanciato il modello Fiat 55c e la sua versione "larga" Fiat 55 L da 6546 cc ancora con sterzo a volante fino al 1954 dove il volante fu sostituito dalle leve che comandavano ognuna una sola frizione di sterzo; come per i modelli 50c e 52 c, l'avviamento avveniva con motore bicilindrico a benzina a strappo che a sua volta agiva su pignone per l'avviamento del possente 4 cilindri della trattrice. Tale modalità di avviamento era presente anche sui successivi Fiat 60c e Fiat 70c, quest'ultimo con opzione di avviamento elettrico del bicilindrico.
Nel 1956 venne lanciato il trattore cingolato Fiat 60c da 6546 cc anche esso, che sostituisce il Fiat 55 c. Con questo trattore Fiat si consacra primo costruttore al mondo di trattori cingolati. Il 60c è senza dubbio il miglior trattore degli anni '50 e '60. Con un peso di quasi 60 quintali, era usato solamente nelle grandi aziende perché dotato di un motore robusto come non mai, resistente ad ogni tipo di sforzo.
Fu seguito nel 1961 dal modello Fiat 70c da 6872 cc che finì la produzione nel 1971 e continuò nella divisione macchine movimento terra come AD7.
Nel 1957 Fiat lancia il trattore più venduto degli anni '50, la trattrice FIAT 18 la piccola.
Nel 1959, viene lanciata l'evoluzione della Serie 18, la Serie 200, prodotta fino al 1965. Il modello 211 R è dotato di un motore diesel bicilindrico Fiat 615 di 1135 cm³ di cilindrata e sviluppa una potenza di 21 CV a 2200 giri. Il modello 211 Rb è dotato di un motore a benzina a 4 cilindri Fiat 103 di 1221 cm³ di cilindrata e sviluppa una potenza di 22 CV a 2300 giri. È un trattore adatto a piccoli appezzamenti di terreno, con cambio a 6 marce avanti e 2 retromarce, una velocità massima di 20 km/h e solo 900 kg di peso complessivo.
Nel 1957 la produzione dei trattori Fiat supera le 100 000 unità. L'anno seguente viene lanciato il trattore Fiat 411; nel 1962 viene inaugurata la nuova "serie Diamante", che consacra la casa italiana a livello europeo. La serie "diamante" comprende i modelli 215, 315, 415 e con marchio OM i modelli 615 e 715. Questi modelli sono stati i primi trattori ad avere le marce sincronizzate, il blocco del differenziale e il dispositivo AMPLICOUPLE, che si inseriva automaticamente tramite una leva sulla sinistra del posto guida. Era disponibile solo sui modelli 415, 615, 715', che consacra la casa italiana a livello europeo.
Nei primi anni '60 commercializza col marchio OM i modelli ruotati OM 512, OM 513, OM 615 e OM 715 in diverse varianti e i cingolati OM 45 C e OM 50 C (quest'ultimo sarà il cingolato OM più venduto di sempre), cui seguiranno con lo stesso marchio negli anni '70 i modelli OM 750 e OM 850.
Nel 1967 la serie "nastro d'oro" sarà un successo di tecnologia, prestazioni, consumi e affidabilità, che consacra la casa italiana a livello europeo.
Nel 1968 nascono i modelli: 250, 450, 550, mentre con marchio OM arrivarono 650 e 850. Successivamente arrivarono anche 1000 e 1300 (Fiat); con questi modelli la Fiat si rivolge al mercato europeo e dopo quasi dieci anni diventerà leader in Europa con i modelli della SERIE 80.
Nel frattempo, in Argentina, Fiat produce i trattori 55R, 60R, U-25, 211 R, 411R / 411T, 431 R.
Nei primi anni '70 la gamma si modifica e il modello 250 diventa il modello 300, nasce il 350 special e i modelli 480 e 500 sostituiscono il modello 450, per poi evolversi in 540 special.
Sempre nel corso degli anni '70, quando era già nata la serie 80, l'850 diventò FIAT 850 super portandosi a 95 CV, il 1000 super raggiunse i 110 CV, il 1300 super arrivò a 150 CV.

### Dagli anni '70 agli anni '90
Nel 1975 Fiat Trattori acquista il 20% di Laverda fondata da Pietro Laverda nel 1873, Società che si occupa sin dalla nascita di mietitrebbie. Sempre alla metà degli anni '70 viene lanciata la Fiat serie 80 con i modelli (a 3, 4, 5 e 6 cilindri): Fiat 580, Fiat 680, Fiat 780, Fiat 880, Fiat 880/5 (5 cil.), Fiat 980, Fiat 1080 (commercializzato solo in Spagna con la sigla "E", come "España"), Fiat 1180, Fiat 1280, Fiat 1380, Fiat 1580 e il top Fiat 1880. Questi trattori sono stati i primi al mondo ad avere una piattaforma sospesa su silent blocks e una cabina dal design incorporato col trattore, opera di Pininfarina. In questi anni la Fiat Trattori superò quota 86 000 trattori prodotti nell'anno 1976 e ben 50 000 esemplari esportati rispetto ai 15.488 del 1955.
Tra la fine degli anni settanta e l'inizio degli ottanta, importa in Italia con il marchio Fiat Concord alcuni modelli a basso prezzo, prodotti in Argentina: 500, 700E/S/U, 800A/E, 900A/E, 1100E e 1100E Dt.
Sempre nel periodo e nell'ottica della medesima linea politico/commerciale costruisce nell'ex Jugoslavia e in Romania alcuni modelli a 2 Rm (300, 420, 480) che poi commercializzerà anche in Italia. Detti mezzi si distingueranno soprattutto per la scarsa affidabilità dovuta in gran parte nel pessimo assemblaggio delle parti meccaniche.
Con l'espansione della meccanizzazione, alcune macchine agricole cominciarono ad essere utilizzate anche nell'edilizia. I modelli 70C, 80C, 90C e 100C, che servivano per l'aratura, con poche modifiche strutturali diventano le pale cingolate AD3, AD4, AD5, AD6, AD7, AD9, AD1O, AD12, AD14, AD18, AD20.
Nel 1974, la Fiat si unì all'americana Allis-Chalmers dando vita alla Fiat-Allis per fabbricare una linea di cingolati prodotti in Argentina (attraverso la società CRyBSA), Brasile, Stati Uniti e Italia, terne a ruote (Stati Uniti e Inghilterra), scavatrici (Italia e Brasile), livellatrici e ruspe (Stati Uniti).
A metà degli anni 90, Fiat si unisce con Hitachi diventando produttore di macchina movimento terra con il nome Fiat-Hitachi.
Fiat-Allis continuò a vendere con il proprio marchio in America Latina.
Dal 1979 al 1983 Fiat si lancia nella produzione di trattori di grandi potenze affiancandosi all'americana Versatile, nascono così i "Fiat-Versatile Serie 44": 44-23, 44-28, 44-33, 44-35 da 230, 280, 330 e 350 CV venduti con marchio Fiat in Europa e Versatile in America, Messico e Australia.
Nel 1977 la produzione Fiat superò quota 1 200 000 trattori dalle sue origini, soprattutto con il 640dt e il 780 dt.
Nel 1981 Fiat rileva Laverda S.p.A. e comincia la produzione di mietitrebbie per Fiat Trattori.
Nel 1982 Fiat lancia la nuova "Serie 66" con modelli da 45 a 80 CV, definiti i "giornalieri" perché potevano svolgere qualsiasi lavoro quotidiano delle piccole e medie imprese. Questa serie venne venduta anche con marchio Hesston negli Stati Uniti e successivamente anche come Ford e come New Holland fino al 2003.
Nel 1977 Fiat rileva la società Hesston, leader nel settore della fienagione in America, la Braud, leader nella produzione di vendemmiatrici, e l'italiana Agrifull, specialista nei trattori di piccole dimensioni. Fiat Trattori diventa così FiatAgri e cambia la livrea, da arancione a rosso bordeaux, che caratterizzerà tutti i nuovi trattori. Con l'acquisto di Hesston e Braud, FiatAgri inizia a produrre anche macchinari per la fienagione (presse, trinciacaricatrici) e mezzi vendemmiatrici. I marchi Hesston e Braud rimangono sulle fiancate dei loro mezzi agricoli.

## Da FIATGEOTECH a NHGEOTECH
Fiat Trattori scomparirà per dar vita nel gennaio 1988 alla Holding FIATGEOTECH con sede in Modena che avrà nel suo paniere il gruppo FiatAgri e Fiat-Allis.
Nel 1984 FiatAgri lancia la storica "Serie-90", che sostituisce la serie 80 con numerosi modelli suddivisi in due categorie: medio-bassa (55-90, 60-90, 65-90, 70-90, 80-90, 85-90 Turbo) e alta (115-90, 130-90 Turbo, 140-90 Turbo, 160-90 Turbo, 180-90 Turbo) motorizzati con i nuovi propulsori Iveco aifo Serie 8000. Alcuni modelli della serie 90 vennero commercializzati anche come Agrifull e Ford, poi anche come New Holland fino al 2003 nel mercato europeo.
Sempre nel 1984, Fiatagri ingloba la francese Braud.
Dal 1985 viene prodotta anche la serie 90 definita ponte con i seguenti modelli: 90-90, 95-90 (destinato al mercato inglese), 100-90 e 110-90. Questi trattori verranno realizzati fino al 1996 circa sostituiti dalla nuova serie L di New Holland.
Nel 1986 FiatAgri sposta parte della produzione dei trattori da Modena a Jesi. Nello stesso anno viene lanciato il trattore cingolato FiatAgri 180-55, che vantava un rivoluzionario sistema di trasmissione idrostatica.
Nel frattempo, in Argentina, nel 1987 viene riaperto l'impianto Sauce Viejo per la produzione di trattori sotto il marchio Agritec; sotto la supervisione della società locale Materfer e FiatAgri.
Questi trattori avevano i motori Perkins. La produzione si estese fino al 1995, dove doveva chiudere a causa di problemi sindacali ed economici.
Alcuni dei modelli prodotti erano l'Agritec 100/100 DT, 115 e 120/120 DT.
Per evidenziare, è stato il prototipo del raccoglitore di cotone 2000F, che è stato prodotto sulla base di un trattore Agritec.
Nel 1990/91 venne lanciata la prima "serie Winner" composta da 4 modelli: F100, F110, F120 e F130 Turbo. Nel 1993 uscì la seconda serie, formata da F100, F115 e i due modelli Turbo F130 e F140. Questa serie rimase in produzione fino al 1996.
Nel 1992 i trattori cingolati della serie 75 vedono un nuovo sistema di sterzata chiamato "Stering-o-matic" che usava la cloche al posto delle due leve per azionare le frizioni di sterzo e pochi anni dopo la loro evoluzione con la serie cingolata 85 che vede lo sviluppo del sistema "S.o.M." con l'introduzione del "Full Drive" che integra anche il comando dei freni di sterzo tutto nella cloche di guida.

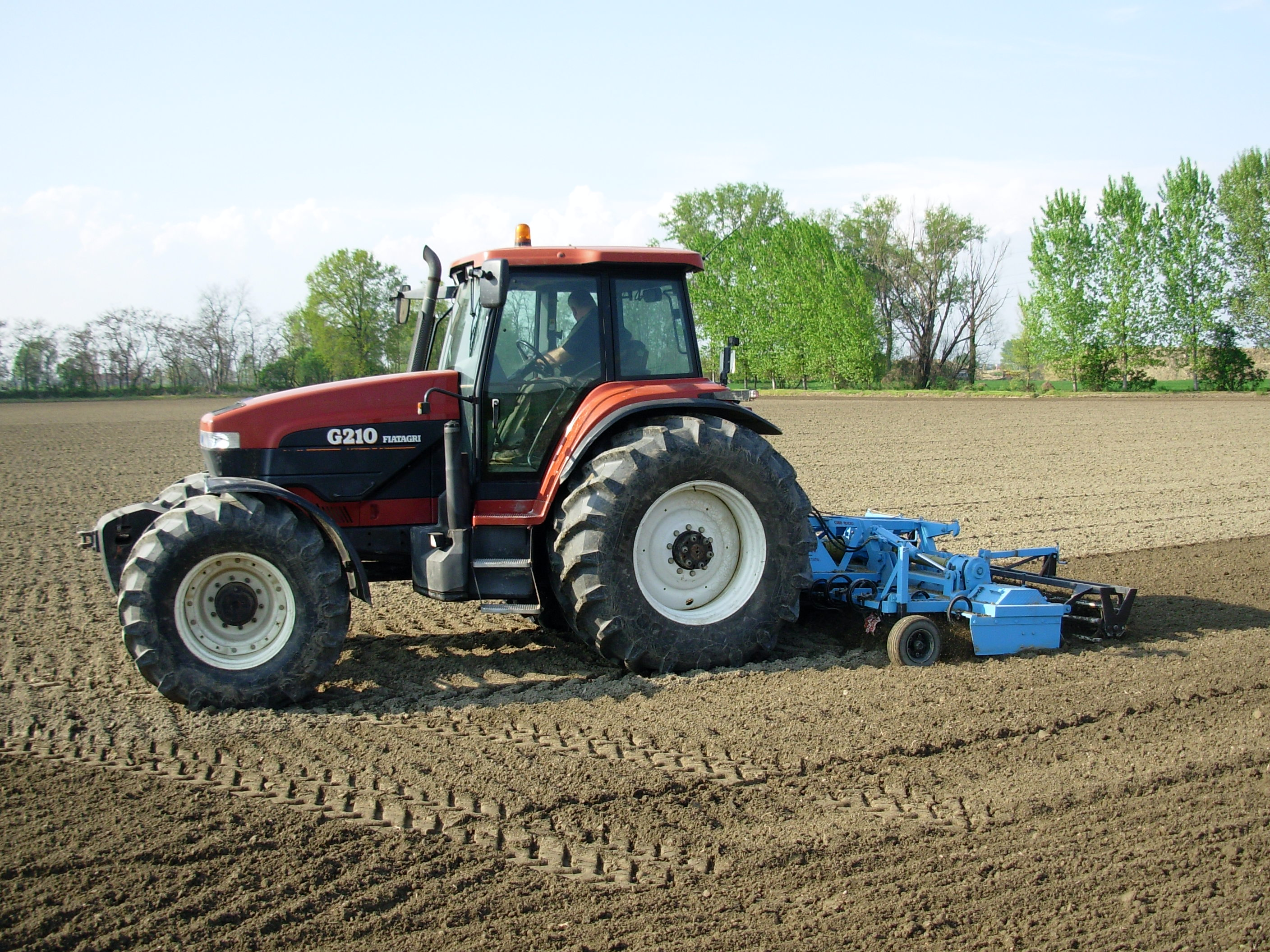
Trattore FiatAgri G210

Successivamente alla serie Winner furono lanciati i modelli "G" destinati a grandi estensioni di terreno e grandi applicazioni lavorative e la Serie M, con i modelli M100, 115, 135 e 160.
La serie "G" apparteneva alle linee di produzione della Versatile, un'azienda nord-americana che già collaborava con la FIAT per macchine di grandi dimensioni con il marchio HESSTON.
La serie G fu presentata alla Fiera del Levante di Bari nel 1993, con un design simile a quello di Ford e con il logo FiatAgri blu anziché rosso; pochi mesi dopo FiatAgri S.p.A. rileva la Ford Tractor che pochi anni prima aveva acquisito, a sua volta, una azienda specializzata nelle mietitrebbie e macchine per la fienagione, la New Holland Inc.
La holding, nel 1993, cambiò nome da FIATGEOTCH a NHGEOTECH, ma le macchine venivano vendute con i relativi marchi e le relative livree: FiatAgri, Ford, New Holland, Hesston, Braud, Laverda ecc.
Il mod. G 210 commercializzato in Italia fu ben lungi dalle aspettative di affidabilità nella parte riguardante il telaio. Anzi nel settore del contoterzismo (attività principale a cui era destinata la macchina), ed in particolare in Emilia-Romagna, il marchio FIAT subì un tracollo commerciale che favorì l'insorgere di altri brand concorrenti.
Nel 1999 la "serie New Holland L" viene sostituita dalla "serie TL" e la Fiat Serie 66 viene sostituita dalla nuova "New Holland Serie TD". Spariscono il marchio FiatAgri e Ford e tutti i marchi minori, divenendo semplicemente  New Holland. L'eredità dei tre marchi rimane comunque presente: FiatAgri si ritrova nel simbolo della foglia, Ford nella livrea blu e New Holland nel nome.

## Modelli prodotti
Trattori a ruote prodotti:
- Fiat 702 (1919-25)
- Fiat 700 (1926-50)
- Fiat 600 (1948-50)
- Fiat 25 R (1951-59)
- Fiat 311 R - 331 R (1959-60)
- Fiat 312 R - 342 DT (1960-64)
- OM 35-40 e OM 35-40 CL (1952)
- Fiat 18 la piccola (1956-58)
- Fiat 55 R e Fiat 60 R

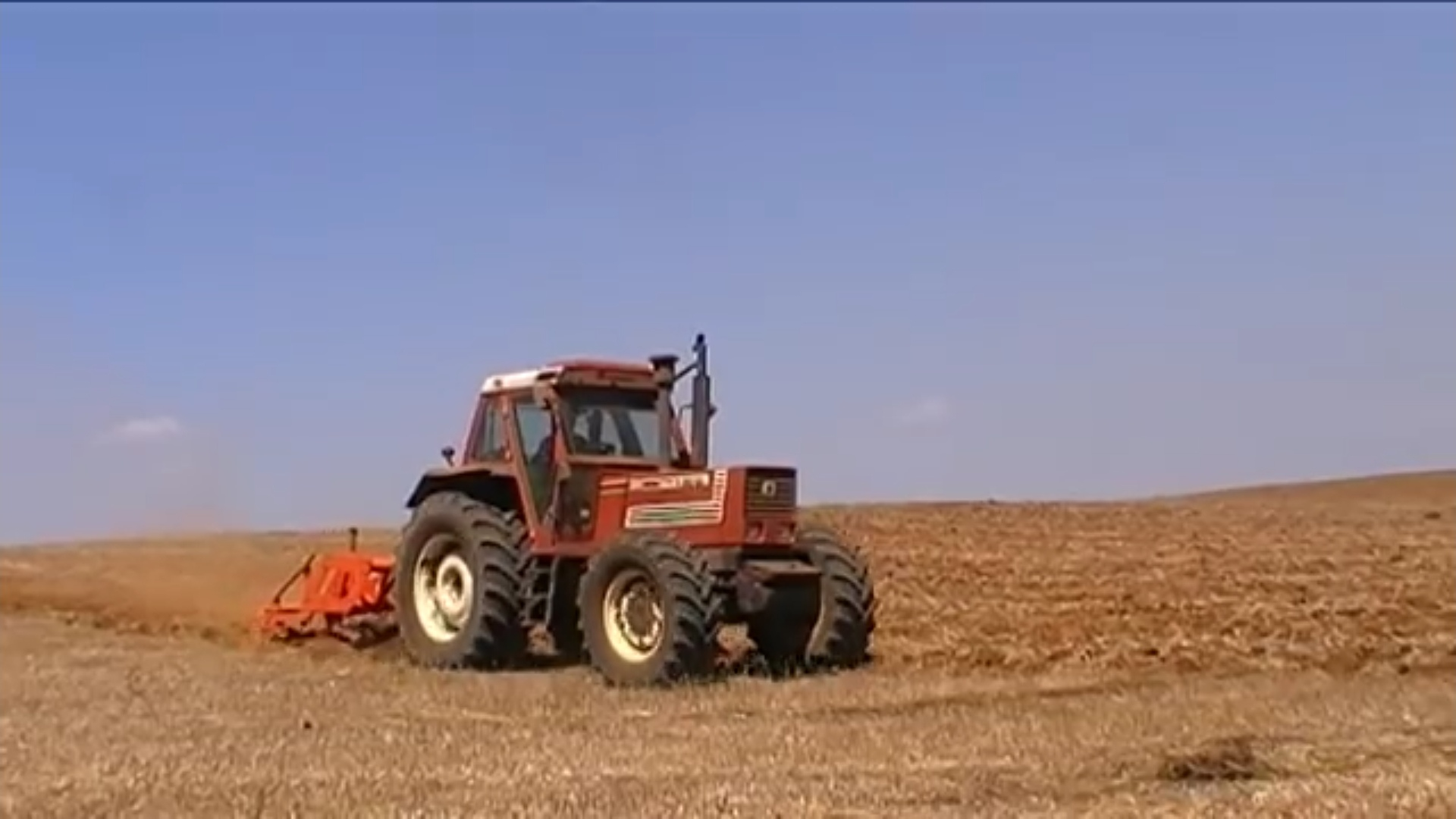
FiatAgri 180-90

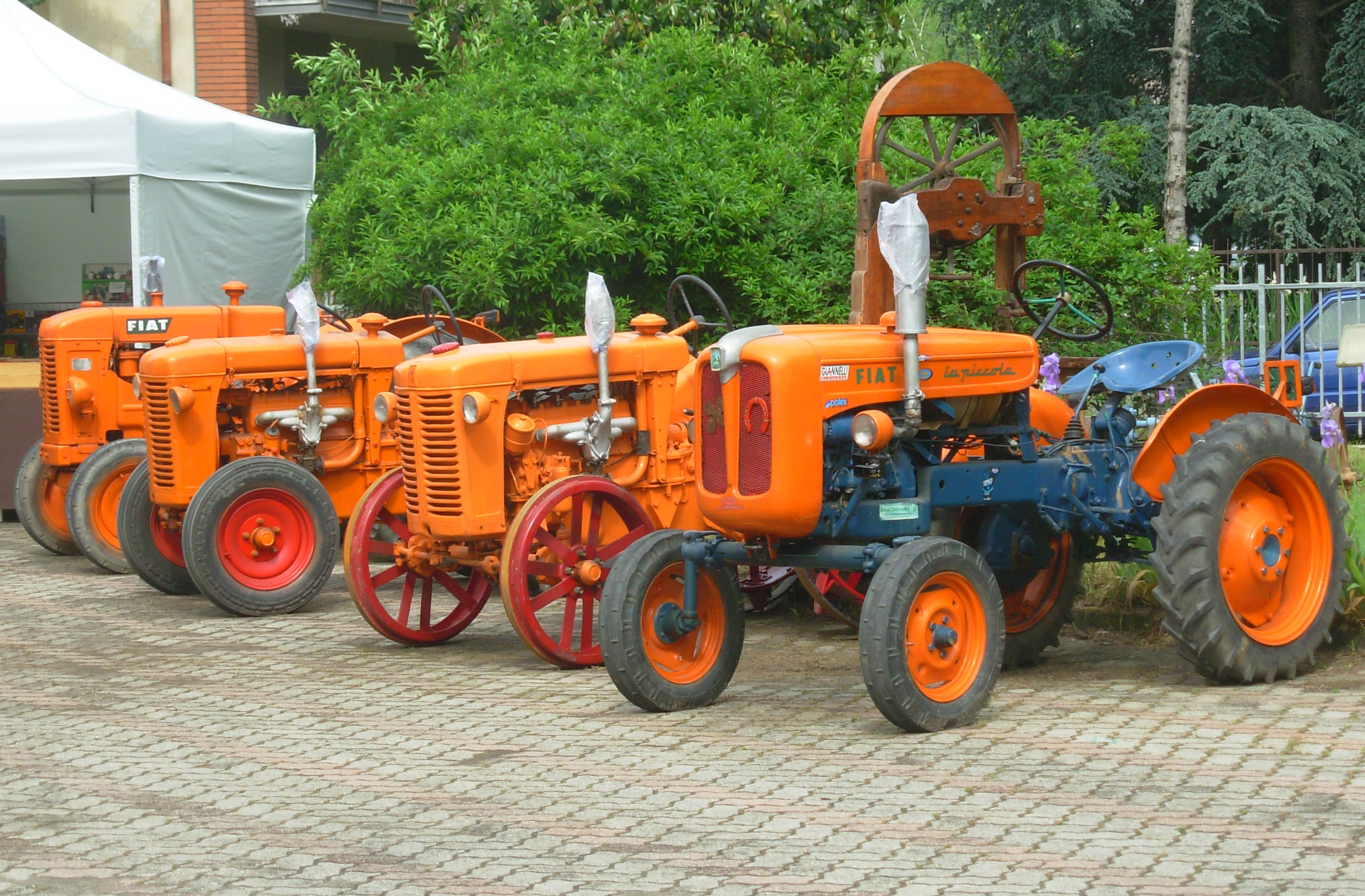
Trattori Fiat

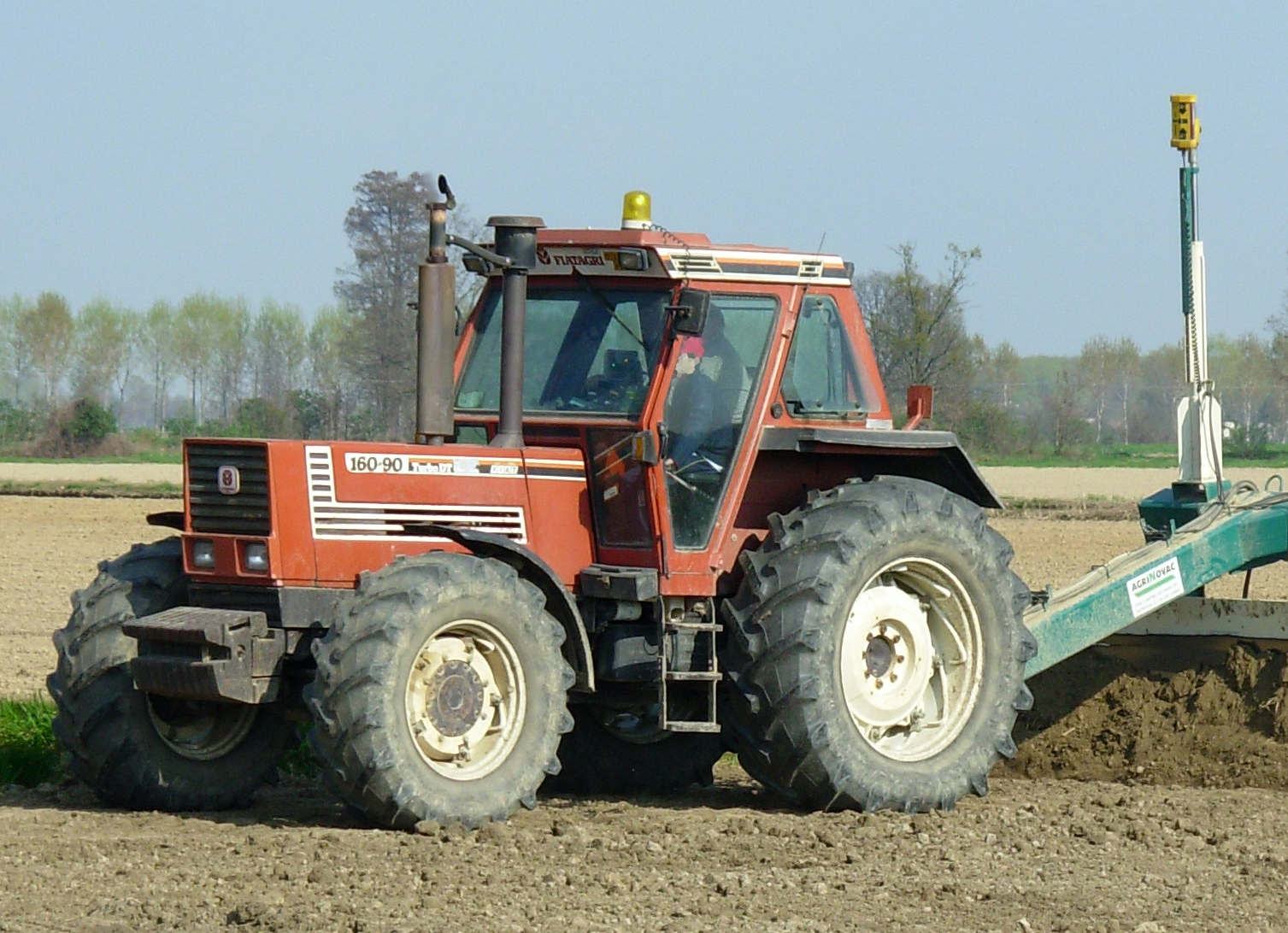
FiatAgri 160-90 DT

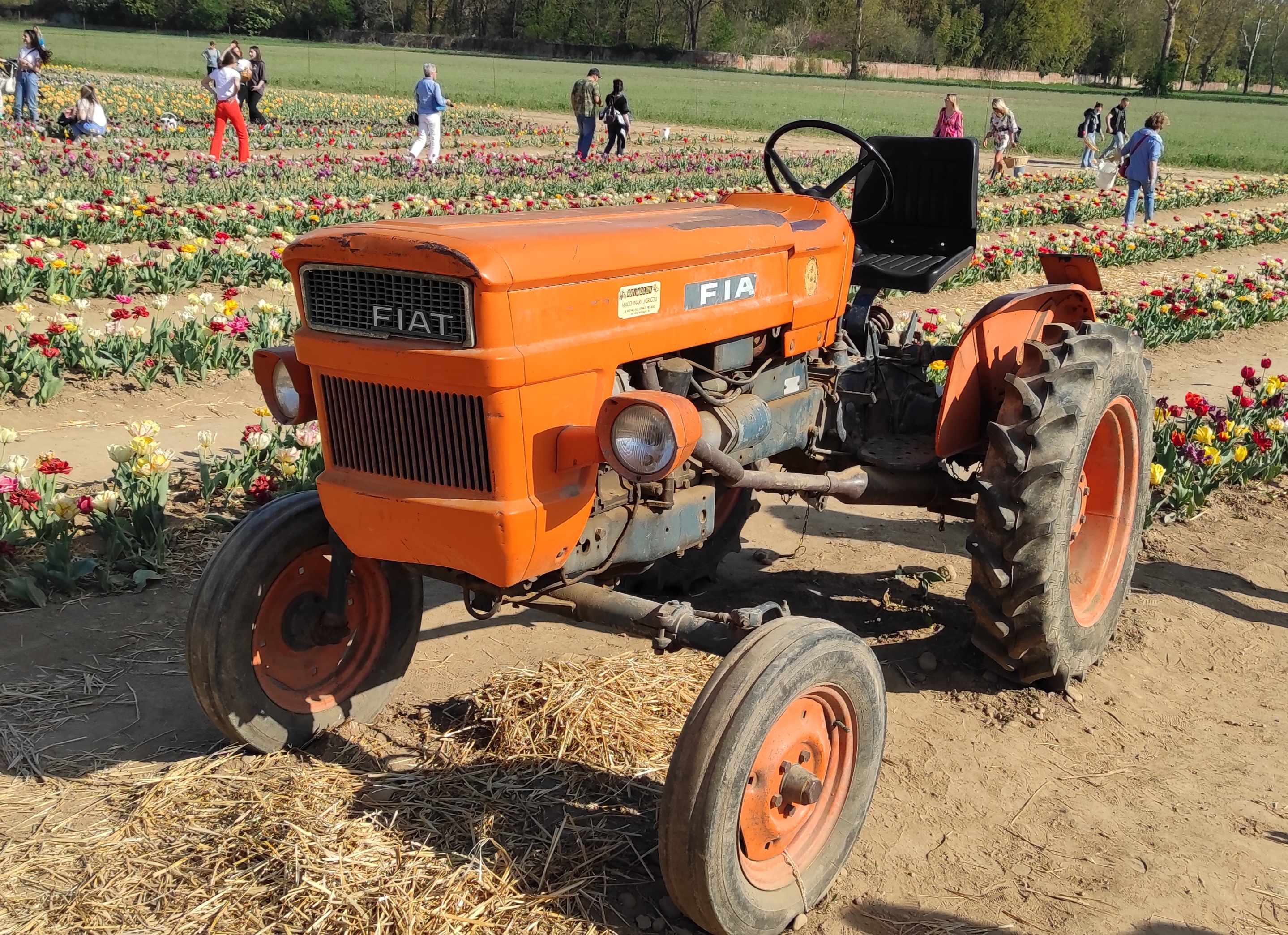
Trattore Fiat 550 al Campo di tulipani ad Arese

- Fiat 211 R e Fiat 211 Rb (1959-64)
- Fiat 221 R e Fiat 411 R (1959)
- Fiat 231 R - 341 R - 251 R
- Fiat 411 R - 421 R - 431 R - 441 R
- Fiat 80 R (1960)
- OM 512 R e 513 R (1960)
- Fiat Serie Diamante (1963-67): 215, 315, 415, 615, 715
- Fiat Serie Nastro Oro (1968): 250, 450, 550 e 650 (modelli gommati al momento del lancio); si aggiungono (1970): 650, 750 e 850, 300 nel '72, 540 special nel '73 e inoltre 350, 400, 420, 440, 460, 480, 500, 600, 640, 900, 940, 950, 1000, 1300 venduti alcuni anche all'estero con altri marchi come ad esempio la francese Someca[36]

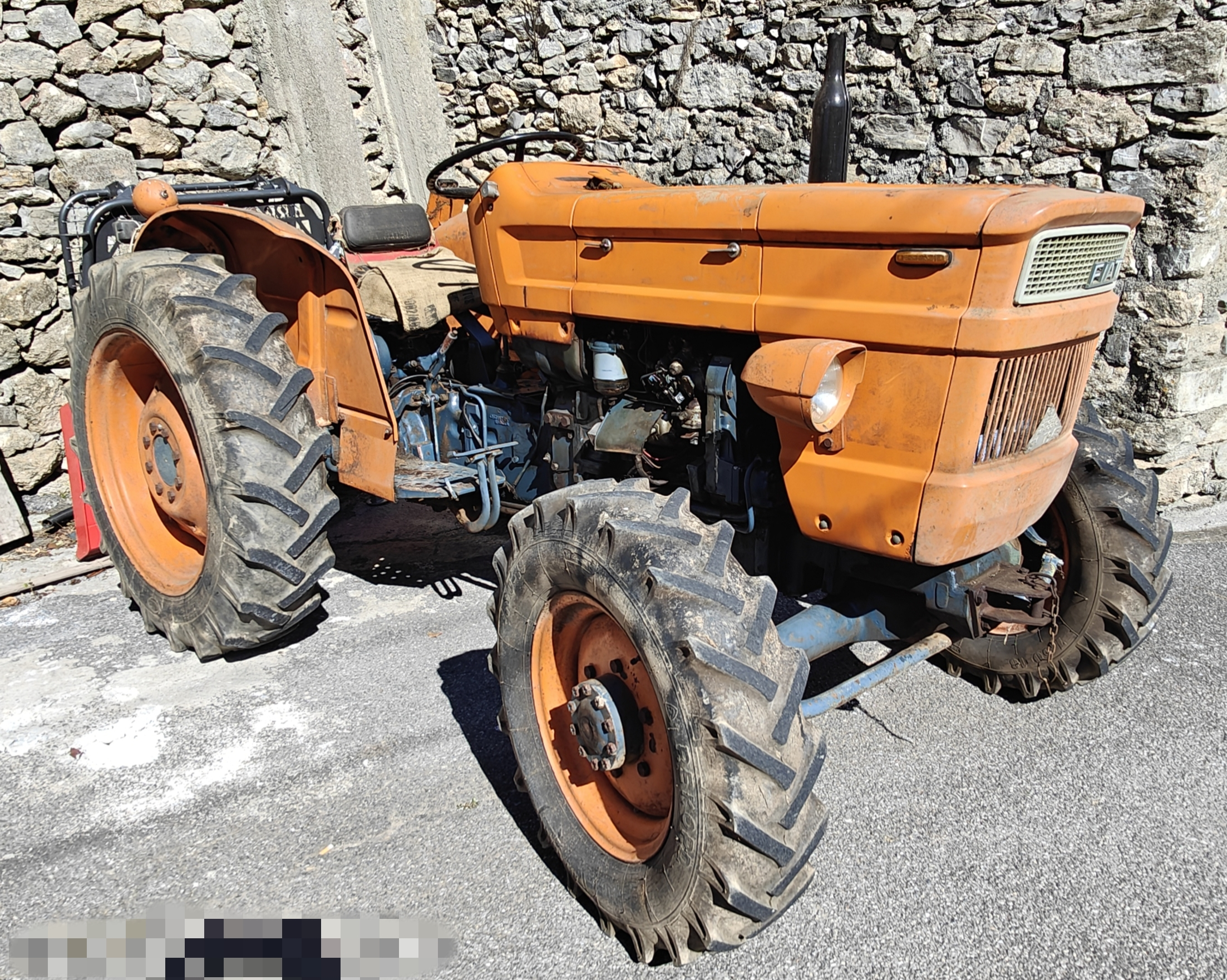
Trattore 400 OT del 1969, motore 853/A 3 cilindri a gasolio, 40 CV 30kW, 2339 cm³, 8 marce+2 post., peso rimorchiabile 3200 kg., vel. max 25/27 km/h, pneumatici 12.4R28 (anteriori 6.00-16)

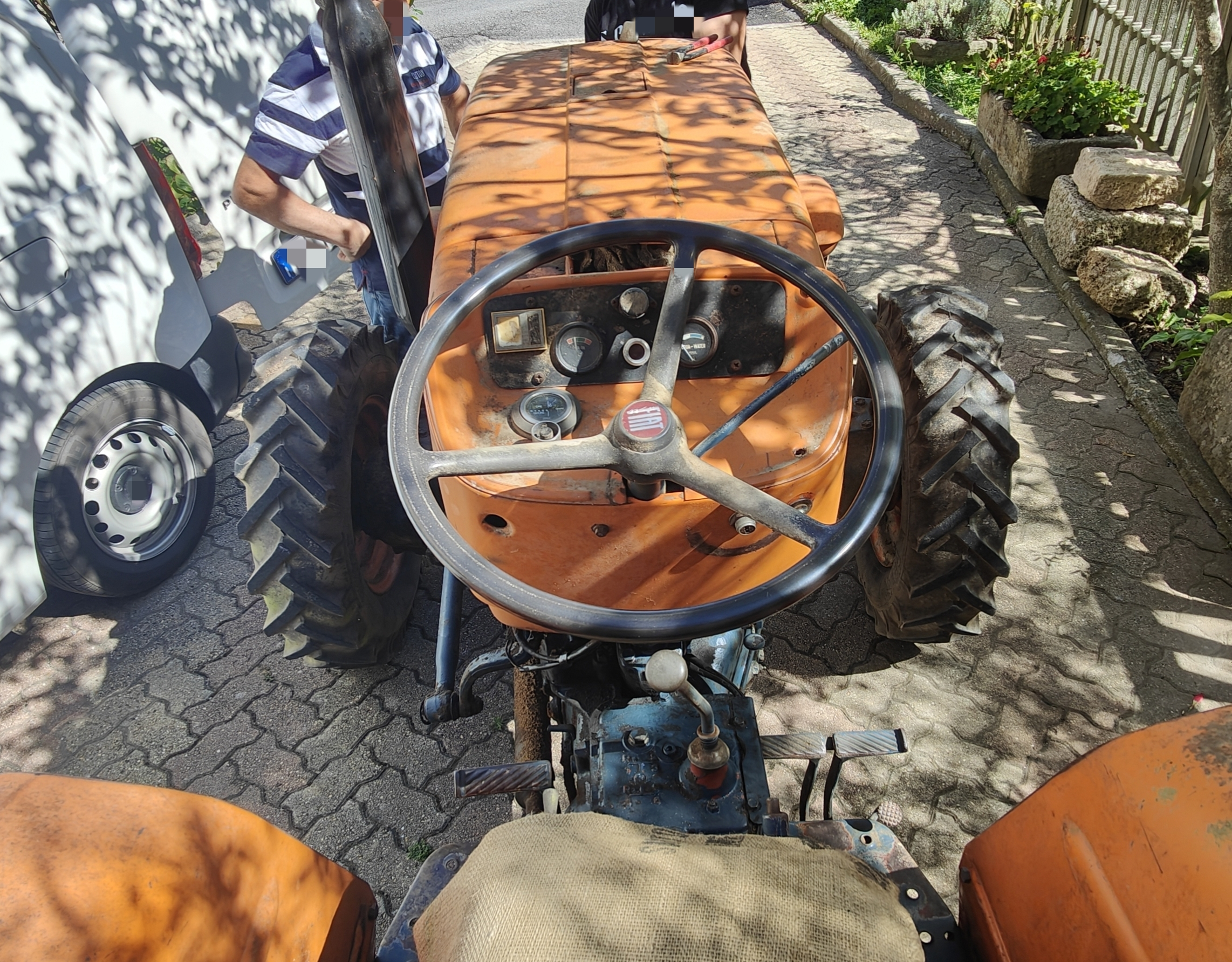
Posto guida e strumentazione del Fiat 400 OT del 1969

- Fiat Serie 80 (1975): 580, 680, 780, 880, 880-5, 980, 1080, 1180, 1280, 1380, 1580 e 1880 (Serie completa)
- Fiat-Versatile serie 44: 44-23 - 44-28 - 44-33 - 44-35, rispettivamente con una potenza di 230, 280, 330 e 350 CV, trattori articolati (1979)
- Fiat frutteto 570 e 670 (1983)
- FiatAgri Serie 90 (1984): (gamma medio-bassa) 55-90, 60-90, 65-90, 70-90, 80-90, 85-90 turbo, (gamma centrale) 90-90, 95-90, 100-90, 110-90, (gamma alta) 115-90, 130-90 turbo, 140-90 turbo, 160-90 turbo, 180-90 turbo.
- Fiat 1ª serie 66 (1982): 466, 566, 666, 766
- Agrifull A50DT e Ford Serie 35 (1985)
- FiatAgri 2ª serie 66 (1985): 35-66, 45-66, 50-66, 55-66, 56-66, 60-66, 65-66, 70-66, 80-66, 95-66.
- FiatAgri 1ª serie 46 (1983): 446
- FiatAgri 2ª serie 46 (1984): 55-46, 65-46
- FiatAgri serie 56: 55-56, 60-56, 70-56
- FiatAgri serie 76 (1990): 55-76, 60-76, 70-76, 80-76
- FiatAgri serie 86 (1992): 55-86, 62-86, 72-86, 82-86
- FiatAgri 1ª serie Winner (1990): F100, F110, F120 e F130 Turbo
- FiatAgri 2ª serie Winner (1993): F100, F115, F130 Turbo e F140 Turbo
- Fiat Serie 93 (1993): 60-93, 65-93, 72-93, 82-93, e 88-93
- Fiat Serie 94 (1993): 60-94, 65-94, 72-94, 82-94, e 88-94
- FiatAgri Serie M (1994): 100, 115, 135 e 160
- FiatAgri Serie L (1996): 60, 65, 75, 85 e 95 venduti anche con marchio Ford
- FiatAgri Serie G (1994): 170, 190, 210 e 240
- New Holland Serie 40 (1991): 5640, 6640, 7740, 7840, 8240, 8340 venduti anche con marchio Ford
- New Holland Serie TL (1999): 70, 80, 90 e 100
- New Holland Serie TS (1999): 90, 100, 110 e 115 (6 cilindri)
- New Holland Serie TM (1999): 115, 125, 135, 150 e 155 (meccanico), 165 e 190
- New Holland Serie TG (2002): 235, 255 e 285
- New Holland Serie TN-A: 60, 70, 75, 85, 95
- New Holland Serie TN-DA: 60, 70, 75, 85, 95
- New Holland Serie TN-SA: 60, 75, 85
- New Holland Serie TDD: 80, 90, 95
- New Holland Serie TL-A (2004): 70, 80, 90, 100 (4 cilindri)
- New Holland Serie TS-A (2004): 100, 110 (4 cilindri), 115, 125, 130, 135 (6 cilindri)
- New Holland Serie TM (2004): TM120, 130, 140, 155 (passo corto), 175 e 190 (passo lungo) (6 cilindri)
- New Holland Serie T 3000: 3020, 3030, 3040, 3050
- New Holland Serie T 4000: 4020, 4030, 4040, 4050
- New Holland Serie T 5000:5030, 5040, 5050, 5060, 5070
- New Holland Serie T 6000: 6010, 6020, 6030, 6040, 6050, 6060, 6070, 6080, 6090
- New Holland Serie T 7000: 7030, 7040, 7050, 7060, 7070
- New Holland Serie T 8000: 8020, 8030, 8040, 8050
- New Holland T3, T4, T5, T6, T7, T8, T9 e varianti

inoltre vanno inserite tutte le serie cingolate:
- Fiat 700 C
- Fiat 708 C
- Fiat 40 C
- Fiat 601
- Fiat 25C (1951)
- Fiat 25CS petrolio (anni '50)
- Fiat 25CS diesel (anni '50)
- Fiat OM 50C e 58C (anni '50)
- Fiat 50 C
- Fiat 52 C
- Fiat 60c
- Fiat 411c
- Fiat 352c e altri
- Fiat 55 C - 55 L

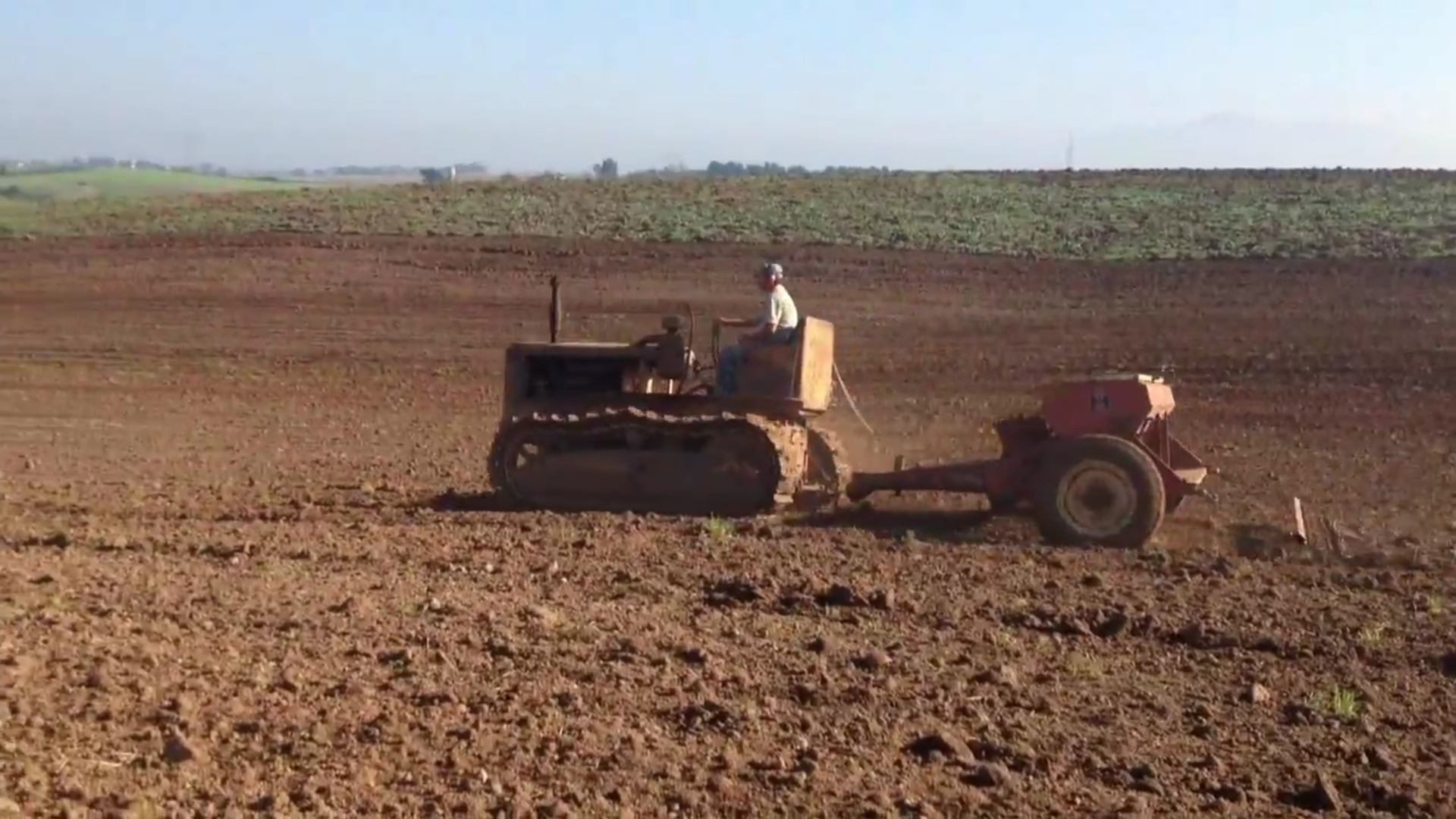
Cingolato Fiat 70 C

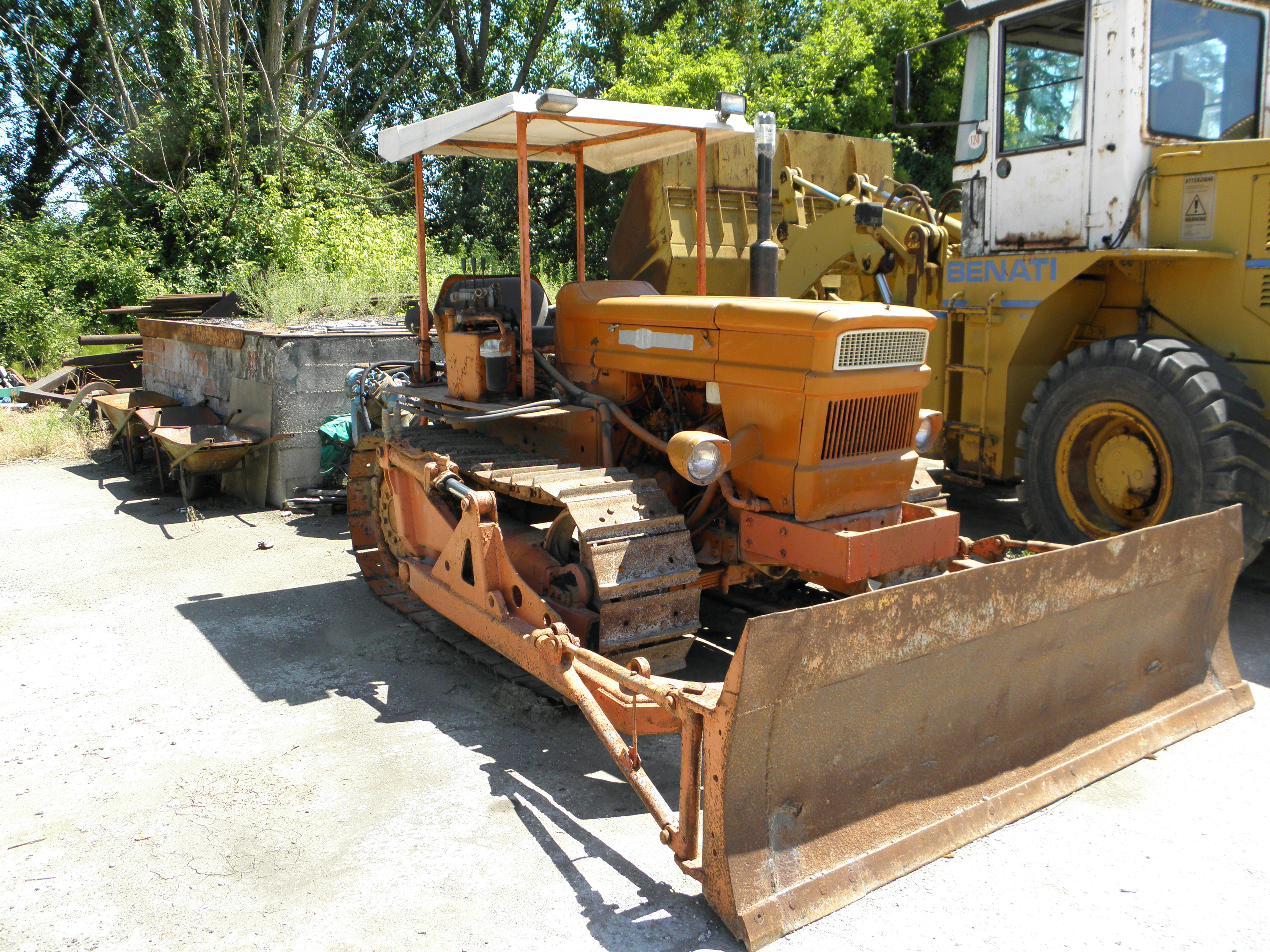
Rovigo, il cingolato 655 C marchiato OM

- Fiat 60 C - 60 CI (carro industriale)
- Fiat 70 C - 70 CI (carro industriale)
- Fiat 311 C - 331 C - 351 C
- Fiat 312 C - 332 C - 352 C
- Fiat 411 C - 431 C - 451 C
- Fiat 322 C
- Fiat 355 C - 455 C - 555 C - Fiat/OM 655 C - 505 C - 605 C - 805 C (Serie Nastro Oro cingolata prodotta in versione: standard, montagna e compatto)
- Fiat 220 C
- Fiat 255 C
- Fiat 80 C - 90 C - 100 C - 120 C - 150 C
- Fiat 1ª serie 55: 855 C - 955 C - 1355 C
- Fiat 1ª serie 65: 465 C - 565 C - 665 C - 765 C
- Fiat 2ª serie 65: 55-65 C - 60-65 C - 70-65 C - 80-65 C
- Fiat serie 75: 55-75 - 60-75 - 70-75 - 80-75
- Fiat serie 85: 55-85 - 60-85 - 62-85 - 72-85 - 82-85 - 88-85 (turbo)
- Fiat 2ª serie 55: 85-55 - 95-55 - 100-55 - 160-55 - 180-55 (Hydrostatic)
- New Holland serie TK: TK 65 - TK 76 - TK 85 - TK 95 (prodotti in versione standard, montagna e compatto)
- New Holland serie TK-A: TK 70 A - TK 75 A - TK 80 A - TK 90 A - TK 100 A - TK 130 (Hydrostatic; in versione standard, montagna e compatto)